# Friedenskirche (Mainz)

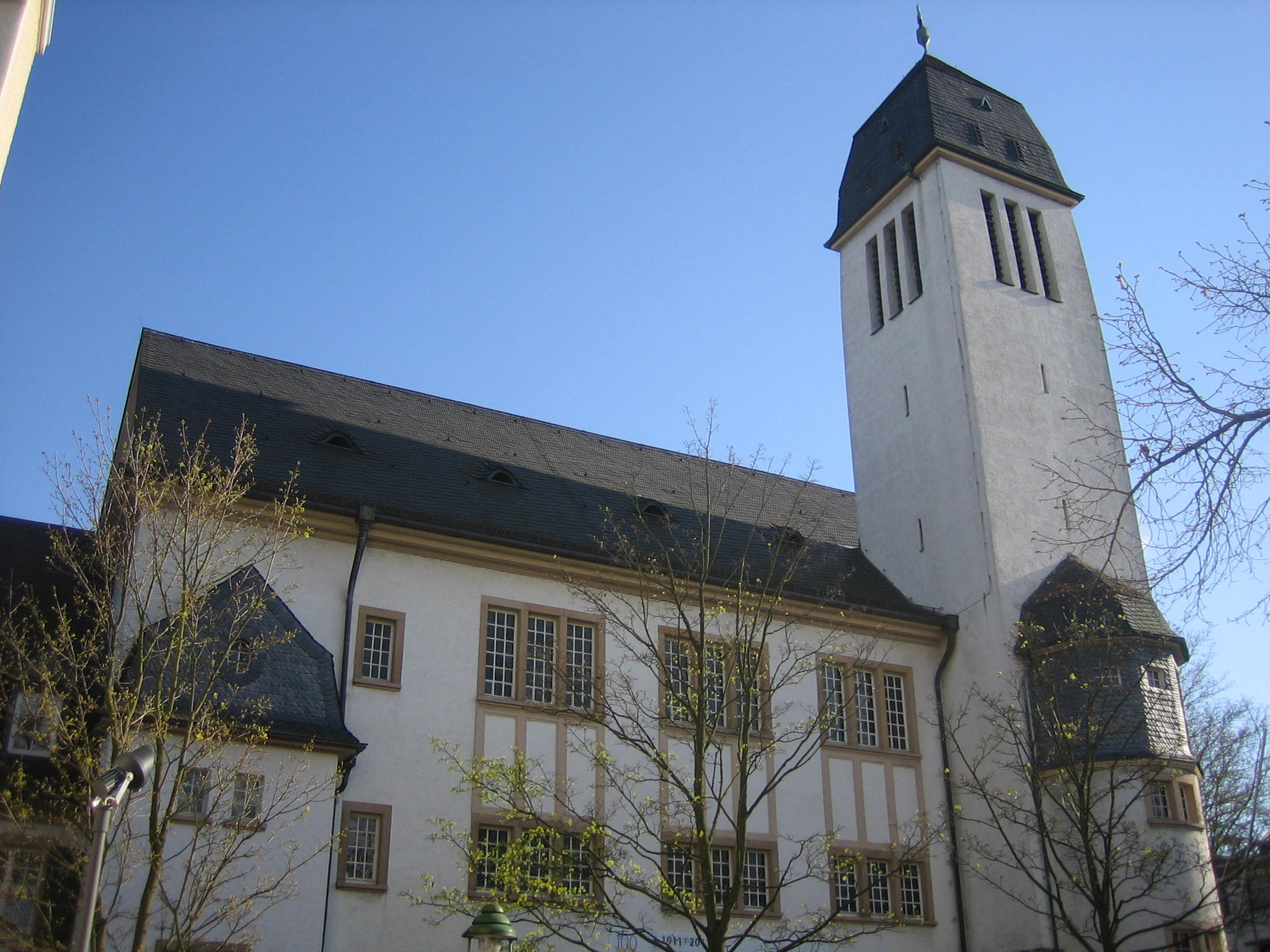
Friedenskirche, Ansicht von Norden

Die evangelische Friedenskirche befindet sich am Pestalozziplatz im Herzen von Mainz-Mombach. Das unter Denkmalschutz stehende Gotteshaus wurde von 1910 bis 1911 im neuklassizistisch geprägten Jugendstil erbaut. Die Friedenskirche wurde mit Hilfe des Gustav-Adolf-Werks in einer Serie von Kirchen dieser Stiftung erbaut; sie hat die Kriegszerstörungen überdauert.

## Geschichte der evangelischen Kirchengemeinde
Mainz war durch seine Stellung als Metropolitanstadt überwiegend katholisch geprägt. Zum Ende des Kurstaates waren lediglich ein paar Hundert Protestanten registriert. Erst durch die „articles organiques“ von 1802 garantierte Napoleon Religionsfreiheit, die evangelische Kirche wurde anerkannt. 1832 wurde Rheinhessen kirchlich Bestandteil der evangelischen Kirche im Großherzogtum Hessen, wo Rheinhessen eine eigene Superintendentur bildete. Am 15. Oktober 1885 wurde die erste evangelische Gemeinde in Mombach gegründet. Dank des industriellen Aufschwungs Mitte des 19. Jahrhunderts, mit dem ein Zuzug fremder Arbeitskräfte verbunden war, bestand die Bevölkerung im größten Dorf des Großherzogtums in diesem Jahr aus 2822 Personen, darunter 485 evangelische Christen. Bereits 1876 war erstmals eine evangelische Kirchensteuer von der Administration erhoben worden.
Bürgermeister Heim stellte der neuen Gemeinde den Saal der Bürgermeisterei zur Verfügung, welche die Ortsgemeinde 1873 von der Witwe Heim erworben und neu umgebaut hatte. Die feierliche Einweihung wurde von 153 Kirchgängern besucht. Die Pfarrei gehörte zur Landgemeinde Mainz, zu der auch noch Gonsenheim, Budenheim, Drais und Finthen zählte; ihr Pfarrer war Karl Wilhelm Lynker. Der Raum in der Bürgermeisterei reichte von Anfang an nicht aus und die Gemeinde wuchs auch noch weiter. Aus diesem Grund erwarb man neben dem „Gastellschen Hospiz“ in der Emrichruhstraße Gelände und beauftragte den Mainzer Architekten J. Meyer mit dem Bau eines Betsaales. Bereits dieser Bau wurde von der Gustav-Adolf-Stiftung gefördert. Dieser Betsaal war ein Rotklinkerbau mit je vier Fenstern im Erdgeschoss und Parterre. Zwei Zimmer im Erdgeschoss waren für den Kirchendiener bestimmt, ein weiterer Raum diente Unterrichts- und Administrationszwecken. Der eigentliche Betsaal lag im Obergeschoss.  Er wurde am 24. November 1891 mit einem feierlichen Festzug von Superintendent Köhler und Dekan Walther eingeweiht.
Die Pfarrer der Landgemeinde wohnten bis 1892 noch in Mainz. 1895 wurde Heinrich Bechtolsheimer Pfarrverwalter, 1899 dann zum Pfarrer ordiniert. Er bewohnte bis 1903 eine angemietete Wohnung, bevor das Pfarrhaus in der Backmuhlstraße fertiggestellt wurde.
Die Brüder Gastell erwarben zur Arrondierung ihres Hospizgeländes ein für einen späteren Kirchbau der Gemeinde vorgesehenes Erweiterungsgelände samt dem Betsaal und ermöglichten so der evangelischen Gemeinde die Projektierung und den Bau eines neuen Gemeindezentrums. 1908 hatte die Gemeinde immerhin bereits 2200 Mitglieder und der Kirchenvorstand beschloss den Neubau.

## Lage und Umgebung
Das Gebäude lag zur Zeit seiner Erbauung am Ortsrand der damaligen weltlichen Gemeinde. Bereits 1908–1909 wurde die Pestalozzischule, ein dreigeschossiger Zweiflügelbau mit einem ausgebauten Mansard- und Mansardwalmdach und integriertem Volksbad durch das Mainzer Hochbauamt am Pestalozziplatz erstellt. Zusammen mit der Schule bildet die Friedenskirche ein ortsbildprägendes Ensemble. Sie ist in der Mitte einer Anhöhe erbaut und hat Zugänge von Norden und Westen. Der viereckige markante 25 Meter hohe Kirchturm überragt den Ort und ist von Norden und Westen herkommend von weitem zu sehen. Er ist mit Schiefer gedeckt, wie auch die übrigen Dachflächen. Das Pfarrhaus schließt sich direkt im Süden an. Durch ihre Hanglage ist die Umgebung trotz ihrer heutigen zentralen Lage verkehrsberuhigt.

## Architektur
Der Mainzer Architekt Reinhold Weisse, Schüler des bekannten Darmstädter Landeskirchenbaumeisters Friedrich Pützer, wurde beauftragt, ein Gebäude nach den Maßgaben des Wiesbadener Programms zu entwerfen. Die feierliche Grundsteinlegung fand am 10. April 1910 statt. Wie häufig bei Kirchen, handelt es sich nicht um einen im Inneren des Gebäudes bzw. im Bereich der Fundamente eingemauerten Grundstein, sondern um einen am Außenbau, in der Fassade sichtbaren Eckstein, in diesem Fall an der Nordwestecke des Turms. Mit diesem Eckstein soll das Heilswirken Gottes gepriesen werden:

„Ich danke dir, daß du mich erhört hast; du bist für mich zum Retter geworden. Der Stein, den die Bauleute verwarfen, er ist zum Eckstein geworden.“

Die Zeitkapsel enthält Brot und Wein. Die Einweihung fand nach zwanzigmonatiger Bauzeit am 22. Oktober 1911 in Anwesenheit von Großherzog Ernst Ludwig und Großherzogin Eleonore statt.

### Außengestaltung
Es ist ein funktionaler Zentralbau mit integriertem Kindergarten, Gemeinderäumen, sowie Pfarrhaus und Pfarrbüro. Der schlichte Saalbau und das Pfarrhaus sind mit Walmdach versehen. Das ehemalige Schwesternwohnhaus mit Krüppelwalmdach, das heute als Wohn- und Gemeindebereich genutzt wird, liegt in der Verlängerung der Ost-West-Achse, aber ein halbes Geschoss tiefer. Es bietet zwei Wohnungen Platz, von der eine für den Küster bestimmt ist. Der Kirchenraum liegt im Ersten Obergeschoss, kann durch die Hanglage jedoch von einem großen Vorplatz aus über wenige Treppen durch drei zweiflügelige Türen auf der Westseite betreten werden. Die Portale sind mit Gewänden und Tympana aus gelbem Sandstein versehen.

### Innengestaltung
Das Baukonzept folgt dem Wiesbadener Programm, das den Kirchbau als Versammlungshaus der feiernden Gemeinde ansieht und hier konsequent umgesetzt wurde. Obwohl sich an den Turm an zwei Seiten Gemeinde- und Nachbargebäude anschließen, verfügt der Innenraum über je zwei Fensterreihen. Auf den Längsseiten befinden sich innen zwei hölzerne Emporen, die Platz für weitere Kirchenbesucher bieten. Es gibt keine Trennung von Schiff und Chor. Im Blickpunkt liegt der Altar, der beide Verkündigungsstätten als Kanzelaltar im protestantischen Sinn einschließt. Weisse verband diesen Kanzelaltar mit der darüber liegenden Orgel und der Sängerbühne zu einer optischen und sinnstiftenden Einheit, die auch dem Zusammenspiel der gottesdienstlichen Akte entspricht und typisch für Kirchen nach dem Wiesbadener Programm ist.
Die zentrale, über zwei symmetrische Treppenaufgänge zu erreichende Kanzel aus Holz dominierte den erhobenen Altar. Hinter der Kanzel befand sich ein beeindruckender, regelmäßiger Orgelprospekt. Die von außen hell verputzte Kirche machte im Inneren einen insgesamt düsteren, geheimnisvollen Eindruck. Der Kirchensaal, die umlaufenden Emporen, die Emporenbrüstungen und die Rückwände der Emporen sind in dunklem Holz vertäfelt und waren mit dunkelbraunen, ockerfarbenen, dunkelroten und grünen Ornamenten ausgemalt. Die Verwendung von dunklem Holz, hohen Kirchenbänken sowie eines Fußbodenbelags aus dunkelgrünem Linoleum verstärkten diese Mystik.

## Umgestaltung der Kirche und der Ausmalungen
Ähnlich wie in der katholischen Kirche nach dem Zweiten Vatikanischen Konzil erfolgte in den 1960er Jahren eine Neugestaltung der Kirche aufgrund eines neuen Theologieverständnisses. Die Gemeinde beauftragte den Architekten Rolf Romero, mit behutsamer Hand dieses neue Denken in dem Gebäude umzusetzen. Die bisherige zentrale Kanzel und Orgelstellung wurden abgebaut, der Altar durch einen schlichten Holztisch ersetzt. Das Linoleum wurde durch Holzpflaster Massivparkett ersetzt. Die Wände des Innenraums erhielten statt der dunklen Töne einen hellen Anstrich.
Original erhalten wurden die Ausmalung der Orgelnische, der Emporenbrüstung und die markanten Ornamente der Deckenbemalung. Die ursprünglichen fünf bemalten Kirchenfenster wurden erhalten. Sie zeigen Christus und die vier Evangelisten. Die nun relativ kahle Wand hinter dem Altar ist durch einen Wandteppich, und einer Reihe von Kreuzen geschmückt. In einer Vitrine sind die Abendmahlgeräte von 1911, ein Geschenk des großherzoglichen Paares, sowie einige Jugendstil-Kerzenleuchter der Erstausstattung für alle sichtbar aufbewahrt.